# Panou SIP
Panourile SIP (engleză Structural Insulated Panels) sunt panouri sandwich prefabricate, utilizate în construcția clăridirilor. Panourile SIP se realizează cu ajutorul a două foi din placaj sau din OSB (Oriented Strand Board) ce au la mijloc un strat izolant, gros de 100-200mm, din polistiren expandat sau poliuretan.

## Istoric

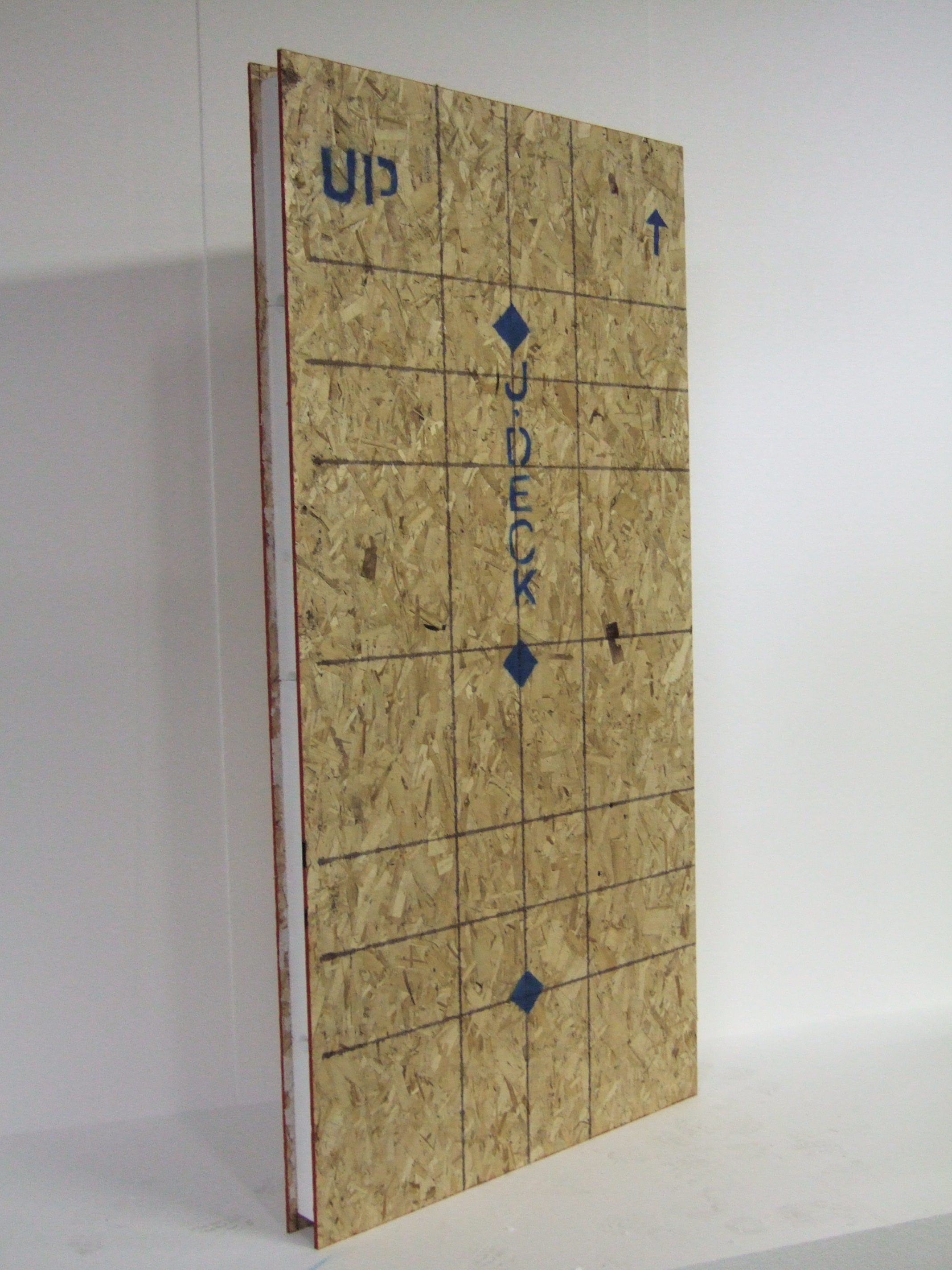
Panou SIP

Deși panourile sandwich cu miez de spumă se utilizează în construcții încă din anii '70, ele au fost inventate în Statele unite în anii '30.  Prima clădire din lume la construcția căreia s-au folosit panouri SIP  a fost realizată în anul 1937 în Wisconsin, Statele Unite. Aceste panouri au fost dezvoltate inițial pentru a economisi materialele de construcție și pentru a oferi o izolație mai bună, iar succesul acestui proiect a deschis calea pentru utilizarea pe scară largă a panourilor SIP în construcții rezidențiale și comerciale.
Primul fabricant de panouri SIP a fost Laboratorul de Produse Forestiere (Forest Products Laboratory - FPL) din Madison, Wisconsin, Statele Unite. FPL a fost inițial implicat în acest proiect ca parte a unui efort guvernamental de conservare a resurselor forestiere prin crearea de metode de construcție mai eficiente și durabile.
Primul panou SIP a fost comercializat în 1952, iar mai apoi, datorită faptului că izolația din spumă a devenit mai accesibilă, prin anii 1960, panourile SIP au prins un avânt în piața construcțiilor civile.

## Fabricarea unui panou SIP
Fabricarea unui panou SIP (Structural Insulated Panel) implică mai multe etape esențiale:
1. Straturile exterioare (Skin)
De obicei sunt din placaj sau OSB (Oriented Strand Board). Plăcile sunt tăiate la dimensiuni precise.
2. Miezul izolant (Core)
Se folosește polistiren expandat (EPS), poliuretan sau polistiren extrudat (XPS). Materialul este tăiat pentru a se potrivi între straturile exterioare.
3. Laminarea
Se aplică adeziv pe suprafața interioară a straturilor exterioare. Miezul este plasat între straturile exterioare, iar toate componentele sunt presate împreună. Panourile sunt supuse unei presiuni uniforme pentru a asigura o aderență completă.
4. Finisarea
Panourile sunt lăsate să se întărească pentru a asigura o aderență completă. Panourile sunt tăiate la dimensiunile finale și verificate.
Acest proces asigură un produs final care oferă izolație termică superioară, eficiență energetică și o durată de viață extinsă.